# Eugeniusz Grzędzielski
Eugeniusz Stanisław Grzędzielski (ur. 17 lutego 1880 w Rokietnicy, zm. 29 maja 1947 w Krakowie) – polski nauczyciel, oficer wojskowy.

## Życiorys
Eugeniusz Stanisław Grzędzielski urodził się 17 lutego 1888 w Rokietnicy. W Rokietnicy urodził się także Jan Grzędzielski (ur. 1875, także nauczyciel i oficer zaopatrzenia w armii austriackiej).
4 czerwca 1907 złożył egzamin nauczycielski w zakresie historii i geografii. Od 7 września 1907 podjął pracę w zawodzie w C. K. I Wyższym Gimnazjum w Rzeszowie. W charakterze zastępcy nauczyciela (suplent) uczył tam geografii, historii, języka polskiego, historii kraju rodzinnego. W Rzeszowie był członkiem tamtejszego gniazda Polskiego Towarzystwa Gimnastycznego „Sokół”. Na początku drugiego półrocza w roku szkolnym 1908/1909 został mianowany nauczycielem rzeczywistym w C. K. Wyższej Szkole Realnej. Uczył historii powszechnej, geografii, był zawiadowcą gabinetu geograficzno-historycznego. W Śniatyniu pracował do 1910.
W szeregach C. K. Armii w grupie urzędników zaopatrzenia wojskowego od około 1903 do około 1910 był akcesistą zaopatrzenia w rezerwie. Następnie został przeniesiony do ewidencji C. K. Obrony Krajowej i zweryfikowany w stopniu akcesisty zaopatrzenia w grupie nieaktywnych urzędników zaopatrzenia obrony krajowej z dniem 1 stycznia 1903 i przydzielony do 36 pułku piechoty w Kołomyi od około 1912, a od około 1913 w tym samym charakterze figurował w rezerwie. Podczas I wojny światowej został awansowany na oficjała zaopatrzenia w stosunku ewidencji z dniem 1 listopada 1914. Pomiędzy 1914 a 1916 został odznaczony Złotym Krzyżem Zasługi Cywilnej na wstążce Medalu Waleczności.
W niepodległej II Rzeczypospolitej pozostawał nauczycielem. W latach 20. pracował w Państwowym Seminarium Nauczycielskim Żeńskim w Sandomierzu przy ulicy Długosza 7, ucząc tam historii i geografii.
Zmarł 29 maja 1947 w Krakowie i został pochowany na tamtejszym Cmentarzu Salwatorskim. Miał synów: Władysława (1920–2007) i Jana (1924–1997).